# Mollopolca
Mollopolca (albanska: Mollopolc/a, (serbiska: Malopoljce,) är en by i Kosovo. Den ligger i kommunen Shtime. Enligt den senaste folkräkningen år 2011 fanns det 1 062 invånare.

## Demografi
| Demografi | 2011 |
| --------- | ---- |
| albaner   | 1062 |